# Grant (Town, Clark County)
Die Town of Grant ist eine von 33 Towns im Clark County im US-amerikanischen Bundesstaat Wisconsin. Im Jahr 2010 hatte die Town of Grant 916 Einwohner.
Town hat in Wisconsin eine grundlegend andere Bedeutung, als im übrigen englischsprachigen Bereich. Vielmehr entspricht sie den in den anderen US-Bundesstaaten üblichen Townships, die nach dem County die nächstkleinere Verwaltungseinheit bilden.

## Geografie
Die Town of Grant liegt im nordwestlichen Zentrum Wisconsins. Die Town of Grant umschließt im Nordosten fast völlig die unabhängige Gemeinde Granton, ohne dass diese der Town angehört. Die vom Mississippi gebildete Grenze zu Minnesota befindet sich rund 130 km westlich der Town of Grant.
Die Koordinaten der geografischen Mitte der Town of Grant sind 44°33′24″ nördlicher Breite und 90°29′13″ westlicher Länge. Sie erstreckt sich über eine Fläche von 92,6 km².
Die Town of Grant liegt im Süden des Clark County und grenzt an folgende Nachbartowns und unabhängige Kommunen:
| Town of Weston                          | Town of York, Village of Granton            | Town of Fremont  |
| Town of Pine Valley Town of Neillsville | Kompassrose, die auf Nachbargemeinden zeigt | Town of Lynn     |
| Town of Levis                           | Town of Washburn                            | Town of Sherwood |

## Verkehr
Der U.S. Highway 10 verläuft in West-Ost-Richtung durch die Town of Grant. Daneben verläuft noch der County Highway K durch die Town. Alle weiteren Straßen sind untergeordnete Landstraßen oder teils unbefestigte Fahrwege.
Mit dem Neillsville Municipal Airport befindet sich im Zentrum der Town ein kleiner Flugplatz. Die nächsten Verkehrsflughäfen sind der Central Wisconsin Airport in Wausau (rund 80 km ostnordöstlich) und der Chippewa Valley Regional Airport in Eau Claire (rund 100 km westnordwestlich).

## Bevölkerung
Nach der Volkszählung im Jahr 2010 lebten in der Town of Grant 916 Menschen in 328 Haushalten. Die Bevölkerungsdichte betrug 9,9 Einwohner pro Quadratkilometer. In den 328 Haushalten lebten statistisch je 2,79 Personen.
Ethnisch betrachtet setzte sich die Bevölkerung zusammen aus 97,8 Prozent Weißen, 0,3 Prozent Afroamerikanern, 0,2 Prozent amerikanischen Ureinwohnern, 0,1 Prozent Asiaten sowie 0,3 Prozent aus anderen ethnischen Gruppen; 1,2 Prozent stammten von zwei oder mehr Ethnien ab. Unabhängig von der ethnischen Zugehörigkeit waren 2,9 Prozent der Bevölkerung spanischer oder lateinamerikanischer Abstammung.
28,1 Prozent der Bevölkerung waren unter 18 Jahre alt, 59,0 Prozent waren zwischen 18 und 64 und 12,9 Prozent waren 65 Jahre oder älter. 48,9 Prozent der Bevölkerung war weiblich.
Das mittlere jährliche Einkommen eines Haushalts lag bei 41.818 USD. Das Pro-Kopf-Einkommen betrug 23.797 USD. 3,8 Prozent der Einwohner lebten unterhalb der Armutsgrenze.

## Ortschaften in der Town of Grant
Auf dem Gebiet der Town of Grant befindet sich neben Streubesiedlung keine weitere Siedlung.